# けんぷファー ドラマアルバム
『けんぷファー ドラマアルバム』は、TVアニメ『けんぷファー』のドラマCDである。2010年3月10日にLantisから発売された。全1枚。

## 概要
秋一番の話題作のラジオドラマとして加え、原作のオープニングテーマ・エンディングテーマを完全収録している。「ケンプファー」となり、戦うはめになった高校生の日常生活を描いている。

## 収録内容
1. はじまるよ〜! [0:29]
2. あんりある♡パラダイス（TV size） [1:34]
歌：栗林みな実
作詞・作曲：栗林みな実、編曲：飯塚昌明
3. ぞうモツ! [10:32]
4. 新宿新大久保高田馬場目白コブクロ大塚巣鴨 [6:39]
5. ヒロインたちが集まレバー [13:16]
6. シロか黒か! [4:44]
7. 試してガツ点! [3:36]
8. バレバレ愉快バレンタイン [15:12]
9. ワンウェイ両想い（TV size） [1:32]
歌：瀬能ナツル、沙倉楓（CV.井上麻里奈、中島愛）
作詞：こだまさおり、作曲：田代智一、編曲：安藤高弘
10. どうして出番が少ないのカシラ!? [10:06]

## キャスト
- 瀬能ナツル：井上麻里奈
- 美嶋紅音：堀江由衣
- 三郷雫：名塚佳織
- 近堂水琴：阿澄佳奈
- 沙倉楓：中島愛
- ハラキリトラ：野村道子
- セップククロウサギ：田村ゆかり
- カンデンヤマネコ：水樹奈々
- チッソクノライヌ：能登麻美子